# Central European Football League
La Central European Football League è una associazione sportiva che organizza l'omonimo campionato di football americano e la CEFL Cup; ne ha fatto parte anche la Balkan American Football League.
Nel 2016 ha assorbito la Alpe Adria Football League.
Dal 2020 la squadra vincitrice è nominata campione d'Europa.

## Formula
Il campionato viene disputato nella formula a girone unico con playoff e finale, denominata CEFL Bowl (inizialmente SELAF Bowl).

## Team partecipanti
In grassetto i team che partecipano alla stagione in corso (o all'ultima stagione).
| Team                     | Numero Partecipazioni | Miglior piazzamento stagione regolare                                            | Titoli vinti |
| ------------------------ | --------------------- | -------------------------------------------------------------------------------- | ------------ |
| Alp Devils               | 1                     | 2° 2016 (Gruppo Centro)                                                          | 0            |
| Badalona Dracs           | 1                     |                                                                                  | 0            |
| Beograd Vukovi           | 12                    | 1° 2007 2008 2010 (Gruppo A) 2011 2012 2013 2014                                 | 6            |
| Black Panthers de Thonon | 1                     | 2° 2019 (Western Conference)                                                     | 0            |
| Bratislava Monarchs      | 1                     | 6° 2008                                                                          | 0            |
| Budapest Cowbells        | 3                     | 4° 2009 2017 (Eastern Conference)                                                | 0            |
| Budapest Wolves          | 8                     | 2° 2007 2011                                                                     | 0            |
| Calanda Broncos          | 1                     | 1° 2019 (Eastern Conference)                                                     | 0            |
| Cineplexx Blue Devils    | 4                     | 1° 2009 (Southern Conference)                                                    | 0            |
| CNC Gladiators           | 3                     | 2° 2008 2009 (Northern Conference)                                               | 1            |
| Copenhagen Towers        | 1                     |                                                                                  | 0            |
| Domžale Tigers           | 1                     | 4° 2016 (Gruppo Centro)                                                          | 0            |
| Graz Giants              | 1                     | 1° 2016 (Gruppo Ovest)                                                           | 1            |
| Inđija Indians           | 1                     | 4° 2016 (Gruppo Est)                                                             | 0            |
| Istanbul Cavaliers       | 2                     | 1° 2010 (Gruppo B)                                                               | 0            |
| Koç Rams                 | 3                     | 1° 2018 (Eastern Conference)                                                     | 0            |
| Kragujevac Wild Boars    | 7                     | 1° 2006 2017 (Eastern Conference)                                                | 1            |
| Ljubljana Silverhawks    | 10                    | 1° 2009 (Northern Conference)                                                    | 1            |
| Moscow Patriots          | 1                     | 3° 2018 (Eastern Conference)                                                     | 0            |
| Moscow Spartans          | 1                     |                                                                                  | 0            |
| Niš Imperatori           | 1                     | 5° 2016 (Gruppo Est)                                                             | 0            |
| Novi Sad Dukes           | 6                     | 1º 2015                                                                          | 1            |
| Panthers Wrocław         | 3                     | 2° 2017 (Western Conference) 2018 (Western Conference) 2019 (Eastern Conference) | 0            |
| Prague Black Panthers    | 1                     | 3° 2018 (Western Conference)                                                     | 0            |
| Sarajevo Spartans        | 1                     | 3° 2016 (Gruppo Centro)                                                          | 0            |
| Seamen Milano            | 1                     | 3° 2019 (Western Conference)                                                     | 0            |
| Sirmium Legionaries      | 1                     | 5º 2006                                                                          | 0            |
| Stockholm Mean Machines  | 1                     |                                                                                  | 0            |
| Tirol Raiders            | 3                     | 1° 2017 (Western Conference) 2018 (Western Conference) 2019 (Western Conference) | 3            |
| Triangle Razorbacks      | 1                     | 3° 2017 (Western Conference)                                                     | 0            |
| Vienna Vikings           | 1                     |                                                                                  | 0            |
| Zagreb Patriots          | 1                     | 5° 2012                                                                          | 0            |
| Zagreb Thunder           | 2                     | 4° 2009 (Southern Conference)                                                    | 0            |

La colonna delle partecipazioni è comprensiva della stagione 2020.

## Albo d'oro
| Stagione | Titolo          | Vincitore                | Risultato | Avversario               | Luogo           |
| -------- | --------------- | ------------------------ | --------- | ------------------------ | --------------- |
| 2006     | I SELAF Bowl    | Kragujevac Wild Boars    | 23-12     | Beograd Vukovi           | Belgrado        |
| 2007     | II SELAF Bowl   | Beograd Vukovi           | 28-27     | Budapest Wolves          | Belgrado        |
| 2008     | III CEFL Bowl   | CNC Gladiators           | 14-8      | Beograd Vukovi           | Vienna          |
| 2009     | IV CEFL Bowl    | Beograd Vukovi           | 39-20     | Cineplexx Blue Devils    | Belgrado        |
| 2010     | V CEFL Bowl     | Beograd Vukovi           | 42-20     | Ljubljana Silverhawks    | Ivančna Gorica  |
| 2011     | VI CEFL Bowl    | Beograd Vukovi           | 34-33     | Budapest Wolves          | Budapest        |
| 2012     | VII CEFL Bowl   | Ljubljana Silverhawks    | 34-21     | Beograd Vukovi           | Belgrado        |
| 2013     | VIII CEFL Bowl  | Beograd Vukovi           | 42-0      | Kragujevac Wild Boars    | Belgrado        |
| 2014     | IX CEFL Bowl    | Beograd Vukovi           | 27-17     | Ljubljana Silverhawks    | Ivančna Gorica  |
| 2015     | X CEFL Bowl     | Novi Sad Dukes           | 25-23     | Beograd Vukovi           | Novi Sad        |
| 2016     | XI CEFL Bowl    | Graz Giants              | 52-49     | Beograd Vukovi           | Graz            |
| 2017     | XII CEFL Bowl   | Tirol Raiders            | 55-20     | Kragujevac Wild Boars    | Innsbruck       |
| 2018     | XIII CEFL Bowl  | Tirol Raiders            | 49-20     | Koç Rams                 | Innsbruck       |
| 2019     | XIV CEFL Bowl   | Tirol Raiders            | 46-42     | Calanda Broncos          | Coira           |
| 2020     |                 |                          |           |                          |                 |
| 2021     | XV CEFL Bowl    | Schwäbisch Hall Unicorns | 22-16     | Tirol Raiders            | Innsbruck       |
| 2022     | XVI CEFL Bowl   | Schwäbisch Hall Unicorns | 42-17     | Panthers Parma           | Schwäbisch Hall |
| 2023     | XVII CEFL Bowl  | Flash de La Courneuve    | 26-21     | Black Panthers de Thonon | La Courneuve    |
| 2024     | XVIII CEFL Bowl | Danube Dragons           | 27-14     | Calanda Broncos          | Coira           |
| 2025     | XIX CEFL Bowl   | Black Panthers de Thonon | 28-21     | Calanda Broncos          | Coira           |